# Szabadság híd
Szabadság híd [sabadšág híd] (česky doslova Most Svobody) je most přes řeku Dunaj v Budapešti. Navazuje na třídu Kiskörút na pešťské straně a na Gellértovy lázně, resp. horu na straně budínské.

## Poloha
Přesněji stojí se mezi Alžbětiným mostem a Petöfiho mostem na jižním okraji historického centra města. Z budínské strany začíná u Gellértovy hory a z pešťské u místní Velké tržnice na náměstí Fővám tér.

## Popis mostu
Délka mostu je 333,6 m, šířka 20,1 m. Most má po obou stranách prostor pro chodce, v centrální části tramvajové těleso a po obou stranách od něj jeden jízdní pruh pro motorová vozidla. 
Přestože jeho konstrukce je naprosto odlišná, imituje vzhled řetězového typu mostu. Ten byl v době výstavby mostu považován za esteticky vhodnější. Ve skutečnosti se jedná o trámový příhradový most. Ocelová konstrukce spočívající na dvou pilířích překlenuje tři otvory o rozpětí 79,3, 175,0 a 79,3 metru. Příhradové nosníky se zakřivenými horními pásy, připomínají řetězový most a esteticky skrývají hlavní nosník. Do pozemních konců konzol byly vloženy litinové bloky, které vyvažují zatížení závěsného nosníku. Celá konstrukce dostala po ochranném nátěru zelenou barvu. Spodní část mostu vyrobila a umístila společnost Gaertner a Zsigmondi, železnou konstrukci dodaly strojírny zalitavských železnic (MÁV). Její váha činí celkem 6220 tun. Až na žulu, která byla dovezena z Předlitavska byl most postaven z materiálů výhradně z oblastí tehdejších Uher.
Čtyři sloupy mostu jsou na vrcholech zdobeny bronzovými sochami turulů. Na obloucích je potom vyobrazen uherský, resp. maďarský státní znak. Osvětlení je řešeno dekorativními lampami, které mají v spodní části podobu kandelábrů s řadou nižších lamp.
Šířka mostu se během roční doby mění zhruba o 30 cm.

## Historie

### Příprava a vznik stavby

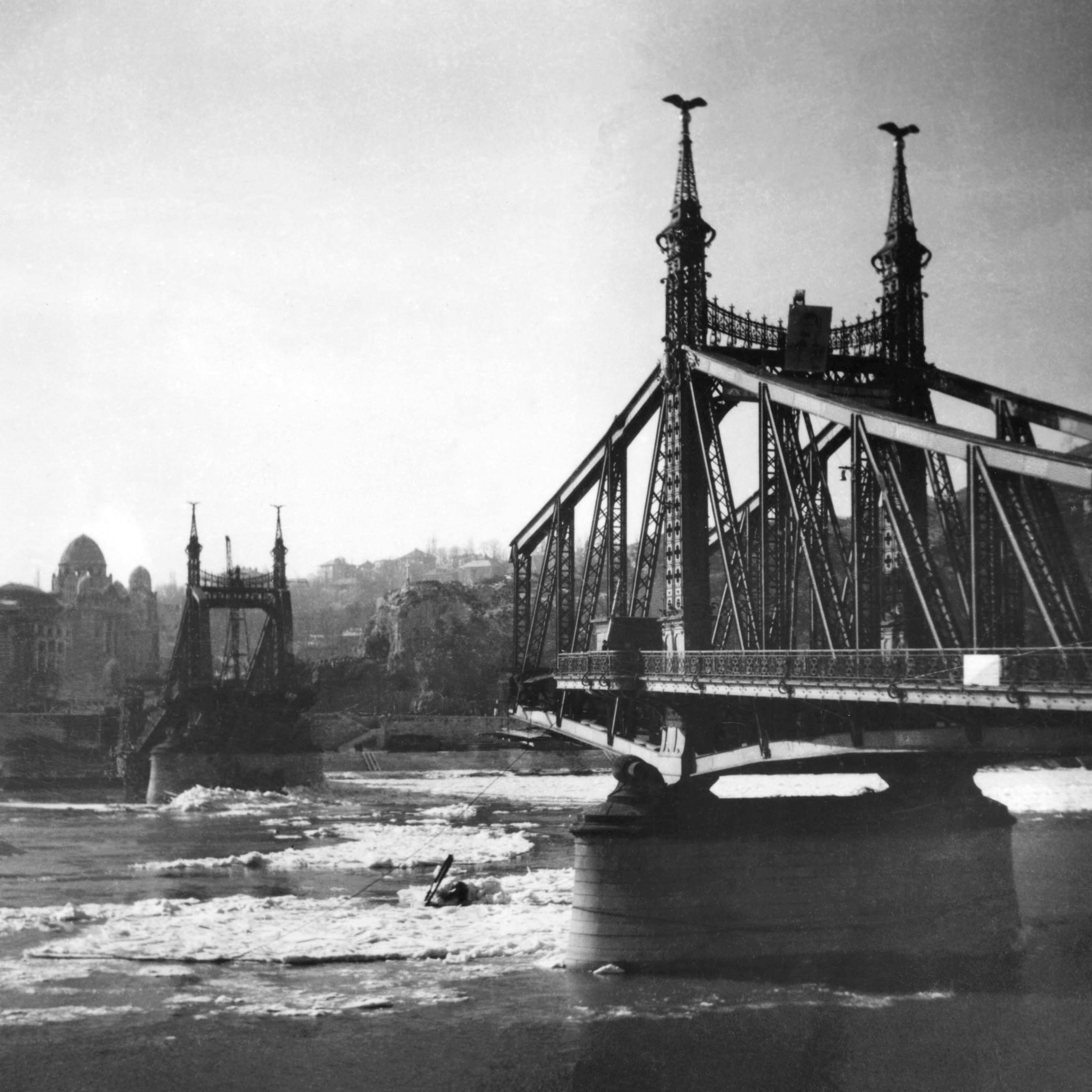
Most Svobody v roce 1946, po svém zničení během Budapešťské operace

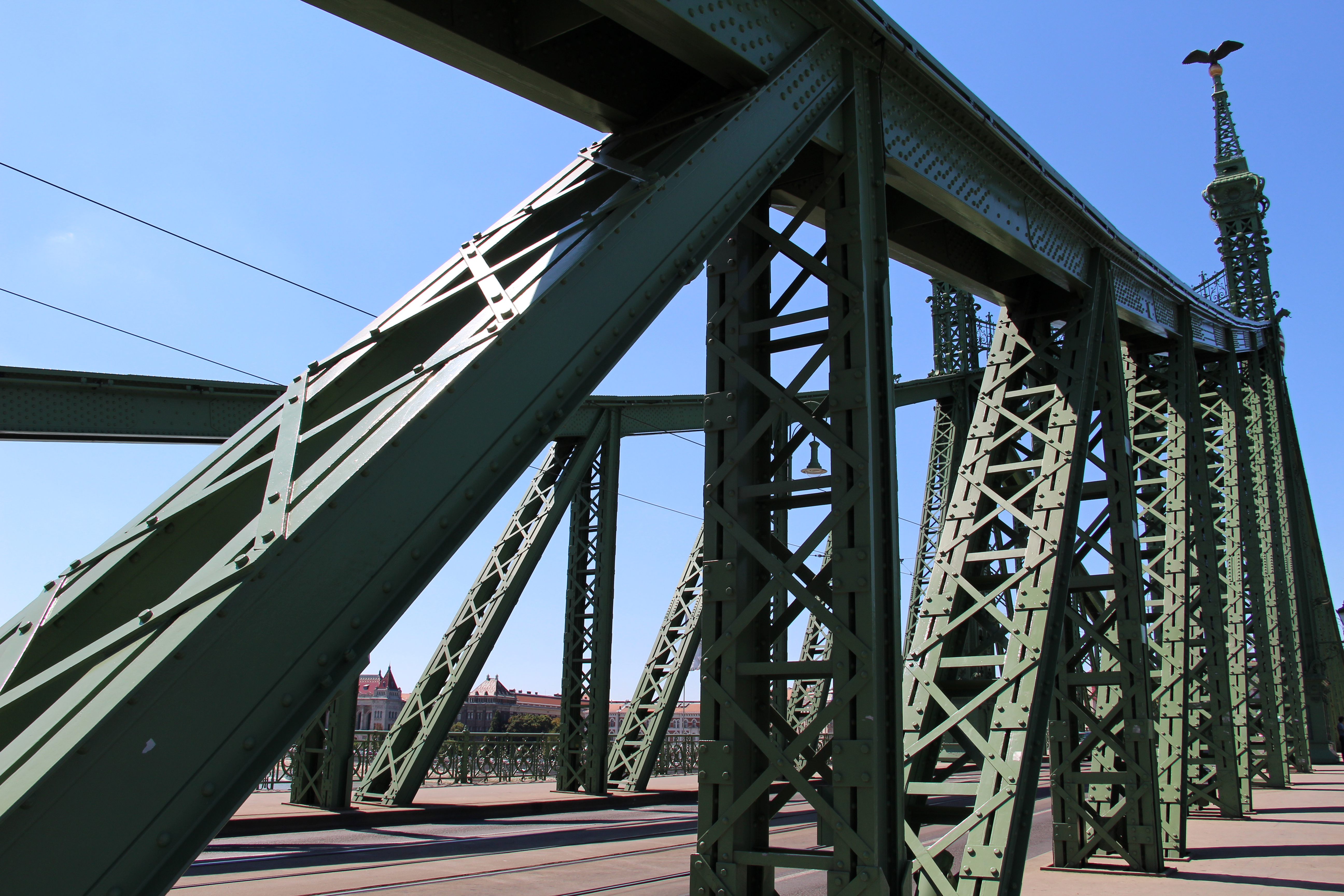
Ocelová konstrukce mostu.

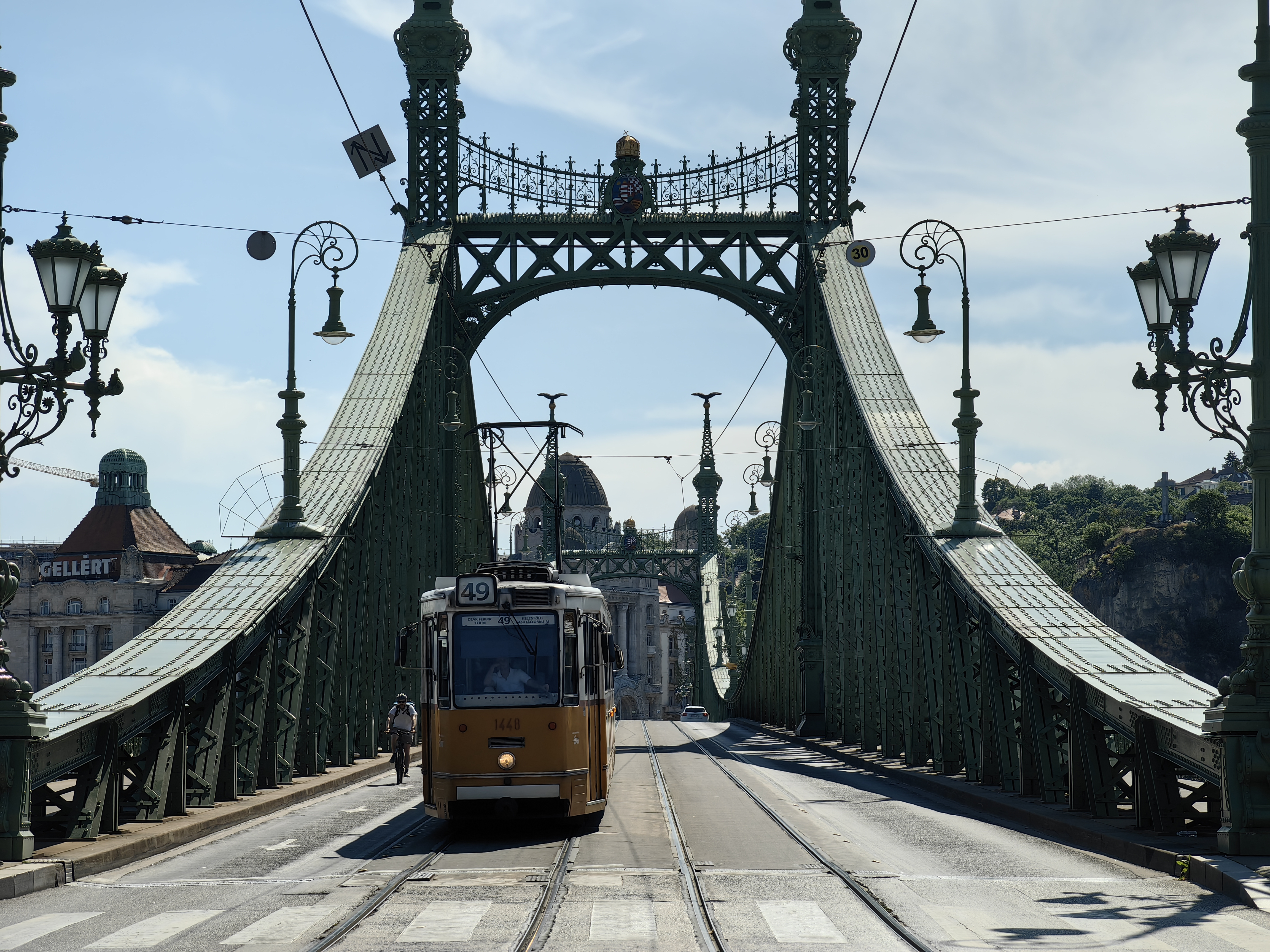
Tramvaj na mostě.

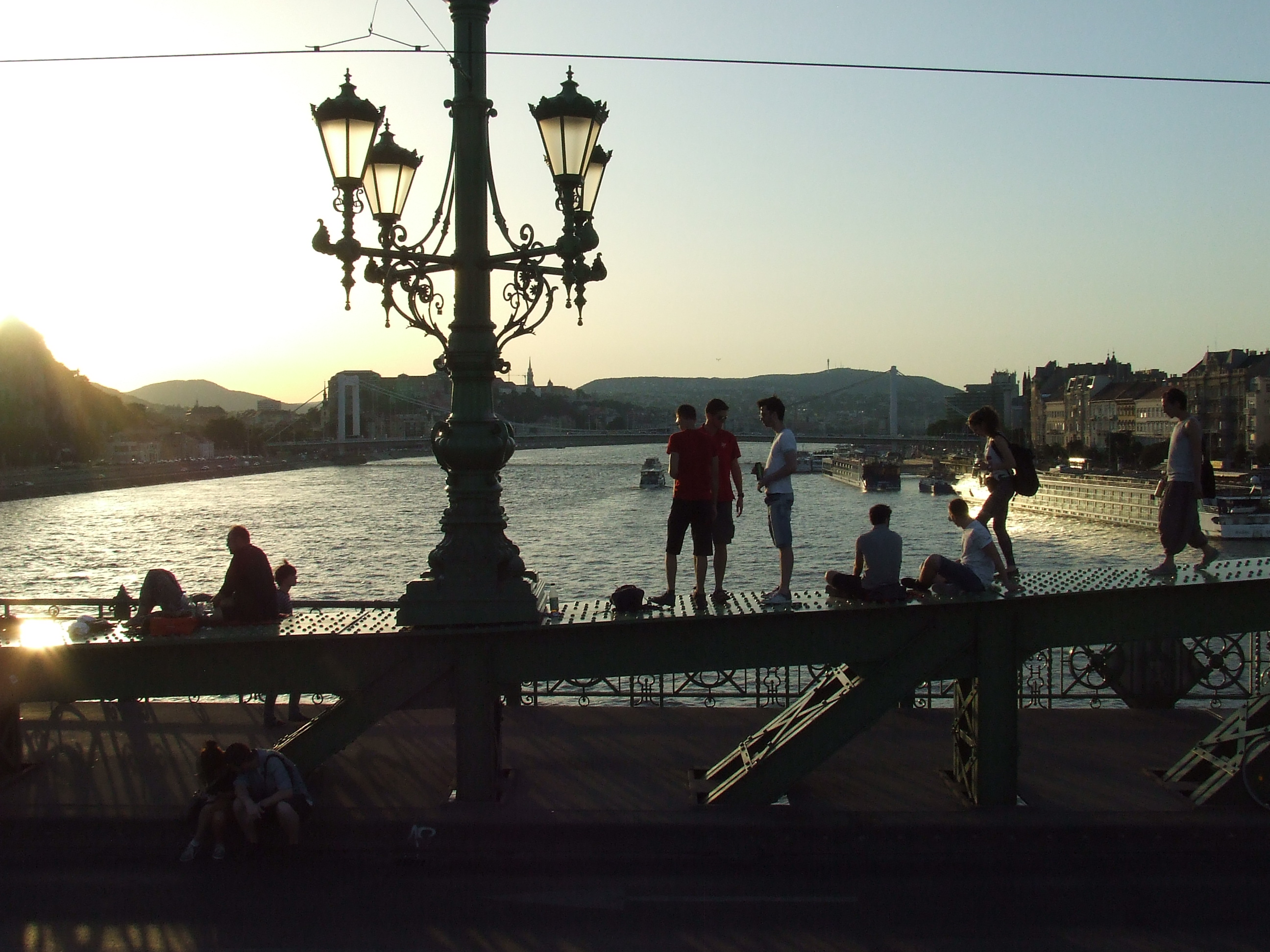
Lampy mostu.

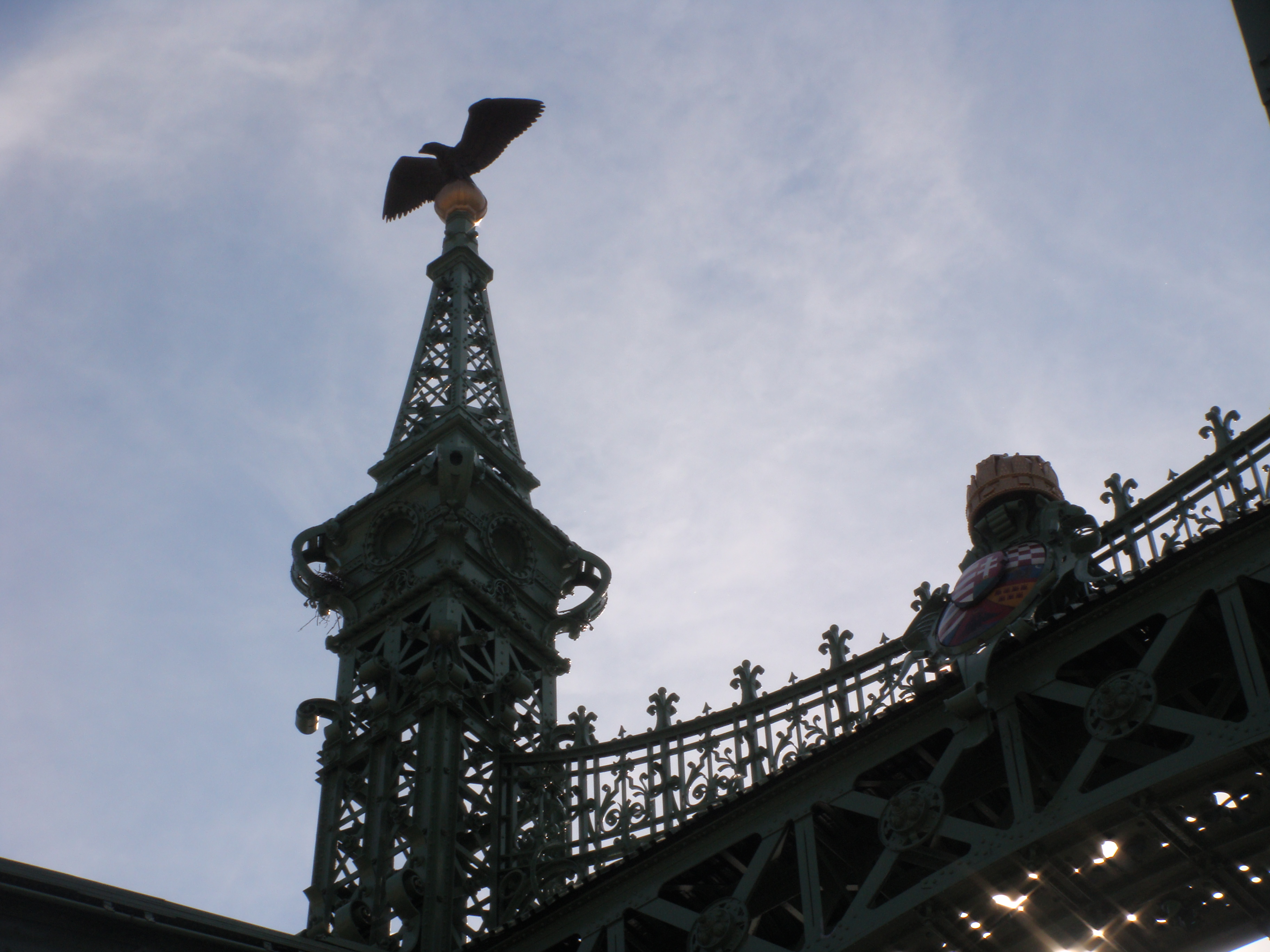
Turul na vrcholu jedné z věží stavby.

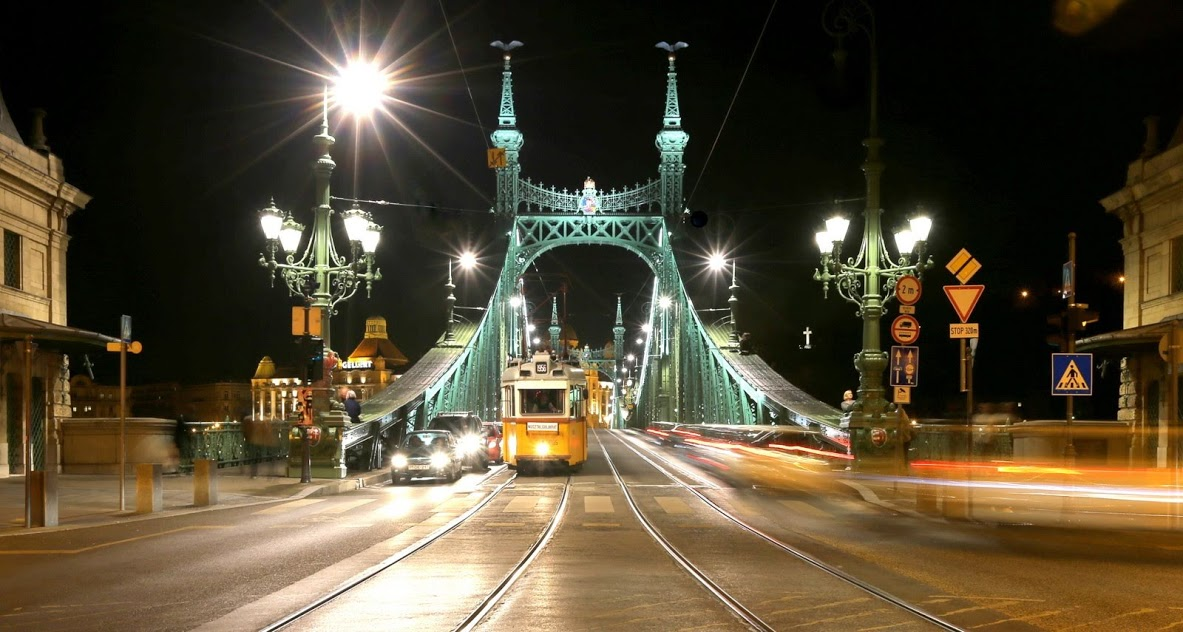
Noční nasvícení stavby.

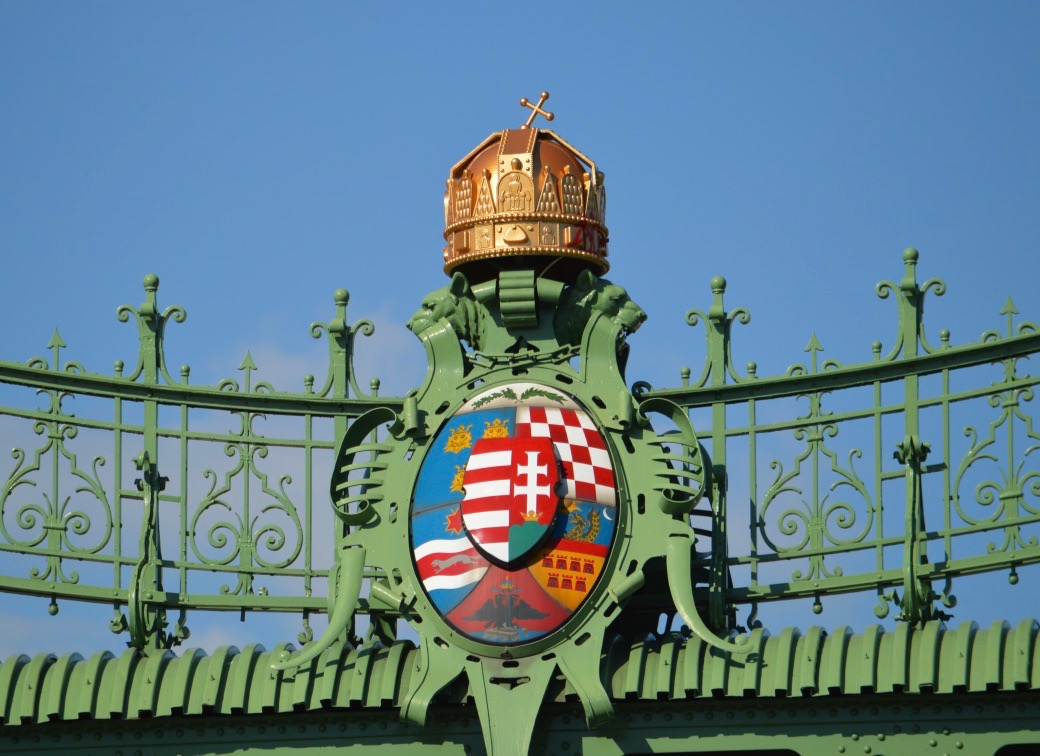
Státní znak na mostě.

Podle tehdy platných zákonů měly být peníze z mýtného na již existujících (třech) budapešťských mostech využity pro výstavbu nového, čtvrtého přemostění přes Dunaj. Hranicí byla suma 650 000 forintů. Rozhodnutí o výstavbě nových mostů, včetně tohoto, padlo v roce 1893 právě ze zákonného titulu. Tehdejší vláda dospěla k závěru, že by ve stejnou dobu měly vzniknout takové stavby rovnou dvě, a to jak současný most tak i nový u náměstí Eskü tér.
Projekt mostu připravil architekt János Feketeházy. Ten získal druhé místo v mezinárodní architektonické soutěži, do které se přihlásila řada dalších tvůrců. Spoluprácovat měl se společností Steinhard & Lang. Do výběrového řízení, které mělo být společné pro obě stavby, bylo doručeno celkem 89 přihlášek, z toho 53 se týkalo náměstí Eskü tér a 21 mostu Fővám tér (současného mostu Szabadság híd). První návrh, který zvítězil, se ukázal být neuskutečnitelný tehdy dostupnými stavebními technologiemi. Zrealizovaný Feketeházyho Most je považován za jeho nejvýznamnější dílo, vyprojektoval v tehdejších Uhrách řadu dalších podobných staveb. Konečnou secesní podobu vtiskl mostu Virgil Nagy. Odlišoval se od původního Feketeházyho projektu.
Most Svobody byl zbudován mezi roky 1894 a 1896. Vznik mostu, který byl svoji délkou nejkratší ze všech mostů přes Dunaj, byl uskutečněn v souvislosti s přípravami tehdejší zalitavské metropole na připravanou světovou výstavu a výročí 1000 let od příchodu Maďarů do Karpatské kotliny. Základy mostů byly pooženy za pomocí kesonů.
V projektové přípravě byl označován jako Most fővámského náměstí (maďarsky Fővám téri híd). Most byl po dokončení vybaven elektrickým a plynovým osvětlením. Původně na něm bylo umístěno 12 obloukových lamp, 8 žárovek a 48 plynových lamp. Tramvajový provoz probíhal již od samotného otevření mostu, koleje byly položeny při jeho stavbě.
Původně (do roku 1946) nesl jméno Františka Josefa I., za jeho osobní přítomnosti byl také dne 4. října 1896 otevřen. Císař slavnostně umístil poslední nýt do konstrukce mostu. Nýt měl monogramy císaře, byl však v roce 1956 ukraden a později nahrazen replikou. Původně obklopovaly most mýtnice, jedna z nich, která se dochovala, dnes slouží jako muzeum budapešťských mostů. Byla zde také umístěna časová schránka se vzkazem pro budoucnost.
Součástí mostu byly i mýtnice na obou jeho stranách. Jejich stavba (se speciálním základem) začala na podzim roku 1895 a byla zcela dokončena po téměř 1 roce, v září 1896. Mostní mýtné se platilo do roku 1918, poté bylo zrušeno.
Realizace mostu v této lokalitě přispěla k rozvoji Budapešti jihozápadním směrem, neboť oblast jižně od Gellértovy hory byla nezastavěná a nacházela se blízko historického středu města. Dobré dopravní spojení umožnilo vznik nové čtvrti i nádraží.
V roce 1928 začaly po mostě jezdit autobusy.

### Obnova po druhé světové válce
Dne 16. ledna 1945 byl ustupujícími vojsky Wehrmachtu spolu s ostatními mosty přes Dunaj zničen. Po druhé světové válce byl velmi rychle provizorně vyspraven dřevěnou konstrukcí. Ta byla posazena na několika lodích. Tu nicméně v lednu 1946 strhly kry na Dunaji a odnesly nějakou vzdálenost po proudu na jih. Město tak ztratilo na nějakou dobu (než se most dokončil) opět své spojení. 
Zničení mostu bylo patrné především v centrální části a na budínské straně, kde se mostovka propadla až na úroveň náplavky.
Most byl následně zcela obnoven, a to jako první z budapešťských mostů. Důvodem pro to byla skutečnost, že poškození mostu nebylo tak značné, jako v případě ostatních. Přestože byl totiž během osvobozování Budapešti Rudou armádou zaminován, dopad granátu část min předčasně odpálil a tak byly škody nižší. Bylo tak možné vrátit stavbě původní podobu, a to včetně symbolů zaniklé monarchie. Obnovu realizoval Pál Sávoly, který nechal vyrobit část zničené konstrukce podle původních plánů z roku 1894. Konstrukce byla smontována na břehu v částech o hmotnosti 50 tun každá a poté pomocí plovoucích jeřábů přepravena na místo, kde byla usazena a smontována.
Szabadság híd byl znovuotevřen 20. srpna 1946, na den sv. Štěpána. Nápadným symbolem opravy bylo jednodušší zábradlí v části, která byla zničena. Most měl tehdy šedou barvu, a to až do roku 1980, kdy mu byla vrácena již zmíněná zelená. Důvodem pro šedou barvu byla skutečnost, že po skončení války nebylo pro město Budapešť možné získat dostatečné množství barvy zelené pro návrat do původní podoby stavby.

### Po druhé světové válce
Později byla na most umístěna rudá hvězda, stržená davem v revolučním roce 1956.
Vzhledem ke své konstrukci se most stal oblíbenou stavbou pro sebevrahy, kteří snadno vystoupali po jednotlivých ocelových nosnících a skočili do řeky. Místními byl proto přezdíván jako Eiffelova věž v Pešti. Na most byly nainstalovány ochranné prvky, které mají zabraňovat lezení po jeho konstrukci.
V letech 1965 až 1969 prošel menší rekonstrukcí. Další přestavba následovala v letech 1976–1980. Byla vyměněna svítidla veřejného osvětlení a vozovka byla následně zpevněna asfaltem. Díky tomu snesla vyšší zatížení v souvislosti s rostoucí dopravou.
Vzhledem k solení vozovky však velmi rychle začala konstrukce korodovat, a tak byla nezbytná další oprava o šest let později.
V roce 1996 byl ukončen provoz autobusů po mostě a v roce 2000 došlo k úpravě tramvajových pásů tak, aby na ně nemohly vjíždět auta.
U příležitosti vstupu Maďarska do Evropské unie byl ve dnech 1. – 2. května 2004 po celé své délce uzavřen pro dopravu a zakryt trávníkem. Dva dny tak mohli místní a návštěvníci Budapešti využívat most jen jako pěší zónu, případně zde pořádat pikniky nebo jiná setkání. Uzavírky mostu pro pořádání různých akcí se konaly ještě i v pozdějších letech. Například kvůli rekonstrukci navazující silnice byl v roce 2016 na tři měsíce uzavřen pro automobilovou dopravu. V roce následujícím byl potom uzavřen na čtyři víkendy ve snaze oživit společenský život okolo stavby.

### Rekonstrukce a současnost
Most prošel v letech 2008 a 2009 významnou rekonstrukcí. Důvodem byl zhoršující se stav stavby, koroze a také nárůst individuální dopravy po roce 1989. Most byl uzavřen na 15 měsíců, a to v době od 21. srpna 2008. Práce zahrnovaly zpevnění ocelové konstrukce, opravu pilířů a mostních opěr, rekonstrukci vozovky, tramvajové trati a chodníku. Obnoveny byly také dekorativní prvky na mostě do podoby z roku 1896, památníky apod. Celková výše ceny za obnovu je předmětem diskuzí a pohybovala se okolo pěti miliard forintů. Most byl slavnostně znovuotevřen pro tramvajovou dopravu v prosinci 2008, od 30. května 2009 pro cyklisty a o den později pro automobilovou dopravu. 
Vzhledem k tomu, že most vede v blízkosti liniky metra M4 (resp. linka podchází Dunaj obdobným směrem, jakým vede tento most, existovaly úvahy o uzavření mostu svobody pro individuální i tramvajovou dopravu a jeho přestavbu na most pouze pro chodce, resp. pěší zónu. Toto nicméně nebylo usktutečněno. Variantně bylo diskutováno ponechání tramvají a nebo zjednosměrnění provozu na mostě.

## Dopravní využití
V současné době most využije denně zhruba 17 tisíc aut, projede přes něj 540 tramvají (o víkendech okolo 270). Linkové vedení tramvají na most bylo finalizováno víceméně do současné podoby v roce 1980 v souvislosti s otevřením linky metra M3.

## Pamětní desky
Vzhledem k jeho historickému významu byly na mostě umístěny různé pamětní desky. Ty nejstarší připomínají okolnosti vzniku mostu. Jedna z nich (z roku 1896) připomíná dodavatele mostní konstrukce (MÁV), další ze stejného roku potom projektanta Feketeházyho. Na budínské straně se nacházely další dvě, které však byly zničeny nebo se ztratily během druhé světové války a pocházely rovněž z konce 19. století. Na průčelí jižní celnice je také umístěna kamenná pamětní deska, připomínající události předání mostu do užívání v roku 1000. výročí příchodu Maďarů do vlasti.
Na fasádě severní celnice na pešťské straně je další pamětní deska, která upozorňuje na přestavbu mostu po druhé světové válce. Je kamenná a připomíná obnovu mostu, republikánské zřízení a přejmenování mostu na současný název.
V roce 1996 byla umístěna další pamětní deska na most, která připomíná dějiny místní poštovní pobočky.
Nejmladší pamětní deska potom připomíná nejnovější rekonstrukci stavby a všechny společnosti, které se na uvedených pracích podílely.

## V kultuře
Most je vyobrazen na známce v hodnotě 1,50 forintu z roku 1964.
Most je klíčovým prvkem pro maďarský film Magasmentés, který zde byl také natáčen. Využit byl i u řady dalších filmů, které v Budapešti vznikaly zahraničními štáby.

## Zajímavosti
Uvedená konstrukce mostu byla populární na přelomu 19. a 20. století. Vznikla i na dalších místech, např. v Mannheimu (Friedrichsbrücke (zničen v roce 1945), dále most Salzachbrücke u Salzburgu, Neutorbrücke v Ulmu z roku 1907 a Eiserne Steg z r. 1912 ve Frankfurtu nad Mohanem. Kopie konkrétního tohoto mostu, nicméně v šedé barvě, vznikla také v Tung-kuanu v Čínské lidové republice.